# Nordisk Film
Nordisk Film (укр. Нордіск фільм; також Nordisk Film Distribution) — данська кінокомпанія, заснована у 1906 році Оле Ольсеном. Є найстарішою досі діючою кіностудією у світі. Розташована в копенгагенському районі Вальбю.

## Історія
Оле Ольсен створив свою компанію в передмісті Копенгагена Вальбю під назвою «Ole Olsen's Film Factory», але незабаром змінив її на Nordisk Film Kompagni. У 1908 році було відкрито нью-йоркське представництво The Great Northern Film Company для поширення фільмів на американському ринку. Як Nordisk Film, вона стала публічною компанією у 1911 році.
В перші роки існування студії на ній знімали короткометражні фарси («Конфлікти а Алеєнберзі», «Газети професора», «Товстун») з актором Р. С. Петерсоном у головних ролях, кримінальні мелодрами («Чорна маска», «Роман скрипальки»), так звані «драми з народного життя» («Честь старого солдата», «Життя рибалок на Півночі») а також документальні фільми. Першим успіхом компанії був фільм «Полювання на лева», знятий у 1907 році під керівництвом Віґґо Ларсена в Еллеорі на острові в Роскільд фіорді за участю актора Кнута Лумбюса Лунда.
З 1907 року компанія Nordisk Film пережила «літературний період», коли були екранізовані класичні твори національної та світової літератури: «Єнне з гори» (за однойменною повістю Л. Хольберга), «Кресало» та «Калоші щастя» (за творами Г. К. Андерсена), «Танок смерті» Стріндберга, «Трільбі» Жоржа дю Морьє, п'єсу «Так було одного разу» данського драматурга Хольгера Драхманна, «Катюша» (за «Воскресінням» Л. Толстого), «Гамлет» (за Шекспіром) та ін. Великим успіхом фірми у 1909 році була перша екранізація відомої п'єси Софуса Міхаеліса «Революційне весілля» в постановці Віґґо Ларсена за участю Аугуста Блома, Альберта Шмідта і Йоганнеса Меєра. За кордоном величезний успіх мала «Торгівля білими рабинями» (1908).
До кінця 1909 року в репертуарі Nordisk Film вже налічувалася близько сотні фільмів. Довжина їх ніколи не перевищувала 250 метрів; передусім це були документальні або хронікальні фільми. Проте їхня постановочна техніка поступово розвивалася, і Оле Ольсену довелося набрати групу технічних працівників і акторів. Режисером і провідним актором фірми спочатку був Віґґо Ларсен. На початок 1910-х років на студії працювали акторки Аста Нільсен, Бетті Нансен, Клара Понтоппідан, Едіт Псіландер, актори Вальдемар Псіландер, Олаф Фьонсс, Роберт Дінесен, Карл Альструп, режисери Хольгер-Мадсен, Аугуст Блом, Петер Урбан Гад, оператор Йохан Анкерстьєрне та ін.

## Наш час

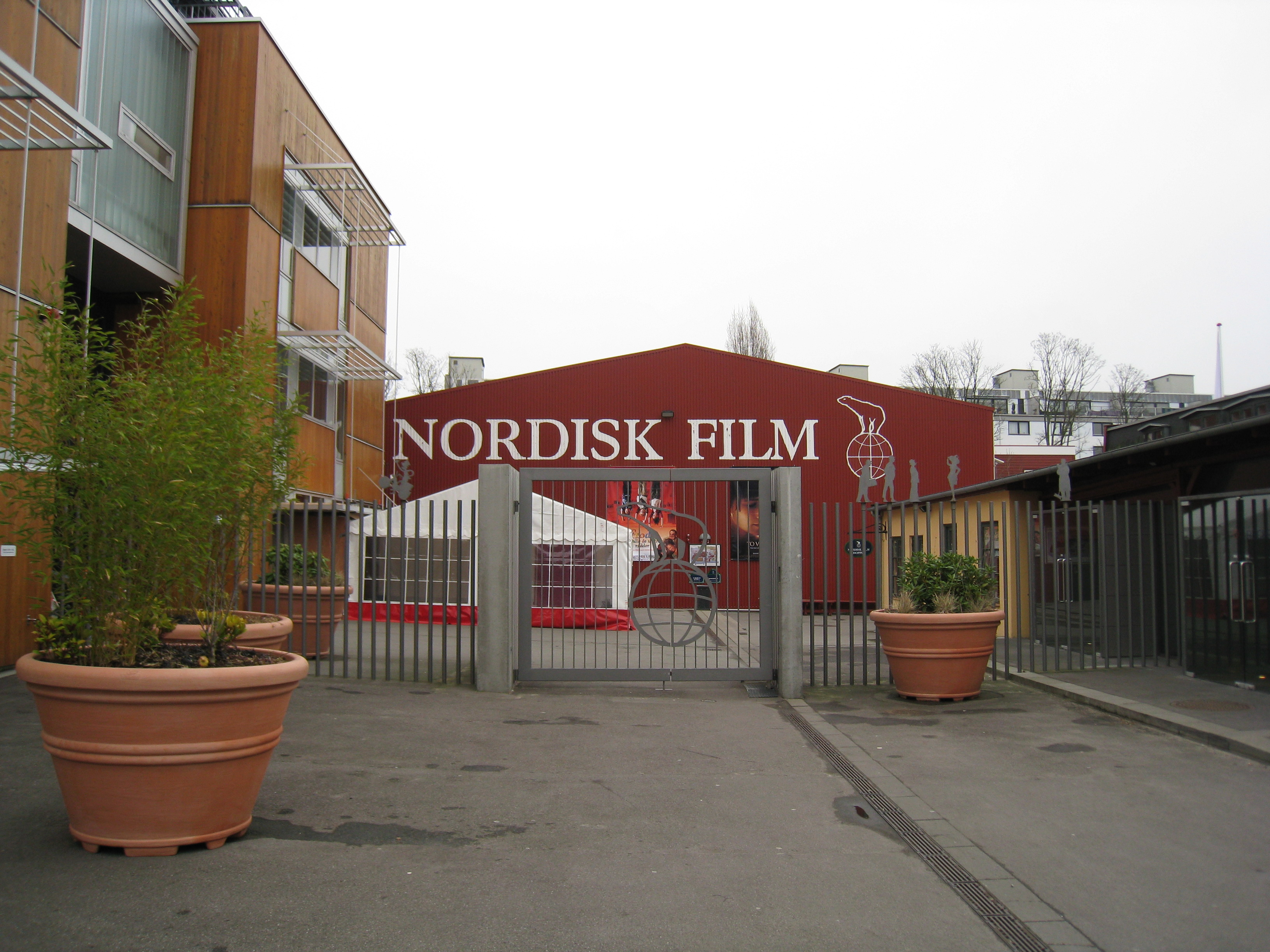
Головний брама Nordisk Film. Фото 2008 року

У 1992 році Nordisk Film стала частиною медіа-групи Egmont, де працює близько 1900 осіб. Загальний обсяг надходжень у 2015 році склав близько 497 млн €. Сьогодні Егмонт Nordisk Film є найбільшим виробником та дистриб'ютором електронних розваг у Скандинавії. Компанія виробляє самостійно та у копродукції національні та міжнародно-спродюсовані фільми в Данії, Норвегії та Швеції, які поширюються в кінотеатрах північних країн, в тому числі в кінотеатрах Nordisk Film в Данії та Норвегії з 208 глядацькими залами. Кінофільми також поширюються на міжнародному рівні для перегляду в кінотеатрах, на відео і на телебаченні. Крім того, Nordisk Film виробляє анімаційний контент та художні фільми.
Через Nordisk Film Foundation, Nordisk Film розвиває нові таланти та просуває хороші сюжетно-тематичні фільми. З річним бюджетом близько 3,5 мільйонів данських крон, Фонд Nordisk Film також зробив свій внесок у розвиток данської кіноіндустрії за останні 20 років, надаючи кіновиробникам стипендії, гранти на проєкти та нагороди. У 2015 році Фондом Nordisk Film був запущений проєкт The Polar Bear's Author Camp, в результаті чого загальний бюджет зріс до 4,5 млн євро.
18 травня 2012 року Nordisk Film уклав багаторічну угоду з Lionsgate для поширення своїх фільмів (разом з Summit Entertainment) у Скандинавії. У вересні 2012 року DreamWorks підписав партнерську угоду з Nordisk Film для розповсюдження у скандинавських країнах фільмів DreamWorks.